# 蒙蒂杜卡穆
蒙蒂杜卡穆是巴西托坎廷斯州的一个市镇。总面积3616.655平方公里，总人口6387人，人口密度1.8人/平方公里。